# Spirou Charleroi Basket Club
 (juillet 2025).
Si vous disposez d'ouvrages ou d'articles de référence ou si vous connaissez des sites web de qualité traitant du thème abordé ici, merci de compléter l'article en donnant les références utiles à sa vérifiabilité et en les liant à la section « Notes et références ».
Maillots
Actualités

Ancien logo du club

Le Spirou Charleroi Basket Club est un club de basket-ball belge basé à Charleroi.

## Histoire

### Débuts
Le Spirou Charleroi fut créé en 1989, sur les bases du club de Monceau. Renommé "Spirou Monceau" en 1988, puis "Spirou Charleroi" lors de l'arrivée du club en première division en 1989, le club carolo connaît rapidement le succès.
En effet, dès la saison 1992-1993, sous la houlette de son entraîneur Giovanni Bozzi, Charleroi finit troisième de la phase régulière du championnat. Mieux encore, les Spirous se qualifient pour la finale des play-offs et rencontrent le Racing de Malines, la meilleure équipe belge des années 1980 et du début des années 1990. L'expérience est du côté de l'équipe flamande et Malines s'impose trois manches à deux.
Au niveau européen, Charleroi participe à la coupe Korać. Après avoir éliminé l'Estrala Lisbonne au premier tour et avoir sorti les Français de l'ASVEL Villeurbanne au deuxième, Charleroi obtient la possibilité de participer aux phases de groupes. Dans un groupe assez relevé, composé de Cantu, du KK Zagreb et du Fenerbahce Istanbul, les Spirous finissent troisièmes avec deux victoires, concluant ainsi une assez bonne saison européenne.
Au cours de la saison suivante, Charleroi confirme son nouveau statut d'équipe de pointe du championnat belge en finissant deuxième, mais échoue de nouveau face à Malines en finale des play-offs, encore une fois sur le score de trois manches à deux. Sur le plan européen, la saison est décevante avec une élimination dès le premier tour de la coupe Korać par le club grec de Peristeri.
En 1995-1996, après une nouvelle saison prometteuse, les Spirous rencontrent à nouveau le Racing de Malines, en demi-finale des play-offs. Le club flamand a connu pas mal de soucis sportifs et financiers lors de la saison écoulée. Cette fois, pas question de s'incliner et Charleroi s'impose deux à zéro. 
La finale oppose Charleroi à Ostende, premier de la saison régulière. C'est la première d'une série de confrontations qui deviendront, après la disparition de Malines, les duels au sommet du championnat de Belgique. Cette finale tourne à l'avantage des Ostendais qui dominent Charleroi trois manches à deux. Il s'agit là de la troisième défaite consécutive en finale des plays-offs pour le club carolo, toujours à la recherche de son premier trophée. Également engagé en coupe Korać, Charleroi tombe de nouveau au premier tour face au club turc de l'Ulker Istanbul.

### Premiers titres
Mesurant l'importance de la première place de la saison régulière qui assure l'avantage du terrain lors de l'ensemble des play-offs, Charleroi frappe un grand coup lors de la campagne des transferts en engageant le pivot Eric Struelens, meilleur joueur de l'histoire du basket belge et libéré par la faillite de Malines. 
L'effet est immédiat, Charleroi terminant pour la première fois en tête de la saison régulière et remportant la Coupe de Belgique face à Ostende. Une finale de coupe épique : Charleroi est mené de plus de 20 points en première mi-temps, Ostende réussissant tout, mais les Spirous, grâce à Struelens et à l'Américain Ron Ellis notamment, parviennent à renverser la vapeur en deuxième mi-temps, avec entre autres 22 rebonds captés par Struelens. 65-63, Charleroi tient son tout premier trophée. 
En demi-finale du championnat, Charleroi est opposé à Alost, équipe difficile à dominer dans sa salle. Après la perte de la première manche, Charleroi n'a d'autre choix que de gagner les deux suivantes face à des Alostois en verve. Les Spirous s'imposent de justesse lors de la deuxième manche et parviennent à se qualifier pour leur quatrième finale consécutive. 
Cette finale des play-offs face à Ostende constitue un des grands moments de l'histoire des Spirous. Après une première victoire en déplacement, rien ne semble pouvoir arriver à Charleroi, qui joue les deux matchs suivants à domicile. Après le gain de la deuxième manche, Charleroi reçoit Ostende pour la troisième manche, décisive en cas de victoire des Carolos. Après une véritable démonstration et une victoire de 21 points, Charleroi tient enfin son premier sacre.
Sur la scène européenne, engagé pour la quatrième année consécutive en coupe Korać, Charleroi élimine au premier tour les Portugais de l'Ovarense ; au tour suivant, le club est en démonstration face au modeste club de Brtojno (victoire 69-118 en déplacement et victoire 141-68 à domicile), avant de se faire éliminer au troisième tour par les Espagnols de l'Estudiantes Madrid.
L'année suivante marque un autre tournant dans l'histoire des Spirous. Champions en titre, ils ont désormais un statut à défendre en Belgique mais aussi en Europe avec une première qualification en Euroligue après quatre participations à la Coupe Korać. Cette saison 1996-1997 est aussi celle de l'installation du club dans une nouvelle salle, la Coupole (située à côté de la Garenne), avec un espace VIP et une capacité accrue à 4 000 places. 
Cette année est aussi celle du début de la collaboration entre Charleroi et Gilly, club de division 2 de la région ; Gilly devient le "Spirou Gilly", club satellite de Charleroi, donnant l'occasion aux joueurs des équipes de jeunes des Spirous de se produire tant en D2 qu'en D1.
La cellule marketing des Spirous initie de son côté de nouveaux projets, comme la création d'un magasin 'Spirou' dans le centre-ville de Charleroi, et surtout la création de la Golden Card, abonnement au Spirou donnant accès à l'ensemble des rencontres et donnant également droit à ses détenteurs  à de nombreux avantages (bon de réduction, cadeaux, etc). L'action est une réussite, le nombre d'abonnés passant cette année-là de 200 à 800.
Le début de saison commence pourtant plutôt mal, avec le départ pour Paris d'Eric Struelens, principal artisan du premier titre carolo. Il est remplacé par le Polonais Adam Wojcik. 
Si la confirmation au niveau belge a lieu sans trop de difficulté, Charleroi terminant une nouvelle fois en tête de la saison régulière, l'apprentissage de l'Euroligue est plus compliqué. Un match en particulier reste dans les mémoires des supporteurs carolos : lors de la confrontation à domicile face au futur champion, l'Olympiakos, Charleroi domine la partie, mais voit l'équipe grecque revenir en fin de match et s'imposer finalement sur le buzzer avec un 3 points de Sigalas. La seule victoire de cette première saison d'Euroligue arrive à une journée de la fin face aux Israéliens du Maccabi Tel-Aviv. Cette saison-là, Charleroi affronte successivement le Cibona Zagreb, le Fortitudo Bologne, l'Olympiakos Le Pirée, l'Estudiantes Madrid, l'Alba Berlin, l'Olimpia Milan, le CSKA Moscou et le Maccabi Tel Aviv. 
Après s'être inclinés en finale de la coupe face à Ostende, les Carolos abordaient les play-offs avec beaucoup de pression. Se débarrassant facilement des mêmes Alostois que l'année précédente, Charleroi est de nouveau opposé à Ostende en finale. Si Charleroi remporte cette finale trois à zéro, chaque victoire est forgée dans la douleur et les matchs se terminent sur des scores très serrés. Mais l'important est là : Charleroi obtient son deuxième titre de champion de Belgique.
La saison 1997-1998 commence par une bien triste nouvelle : la disparition du président des Spirous, Étienne Bertrand. Cette figure emblématique du basket-ball belge a su s'entourer d'une équipe dirigeante qui va permettre aux Spirous de se relever de ce drame. Le manager du club, Éric Somme, en reprend la présidence. Sous sa direction, toujours en cours, le club se professionnalise sur les plans sportif et financier ainsi qu'au niveau du marketing et de la billetterie. 
Sur le plan sportif, Charleroi réalise à nouveau une très belle saison, finissant facilement à la première place du championnat et remportant son troisième titre de Champion de Belgique, trois à zéro, au détriment d'Anvers.
Le parcours européen, en coupe Saporta, est également satisfaisant : le club termine premier de son groupe (composé de Den Bosch, KK Zagreb, Patras, Polzela et USK Prague) mais connaît une désillusion en seizième de finale en se faisant éliminer par les Allemands de Rhondorf.
En 1999, les Spirous terminent de nouveau premiers de la saison régulière et remportent une deuxième Coupe de Belgique à l'issue de play-offs mémorables : Charleroi s'impose en demi-finale face à Ostende après trois prolongations, avec notamment un panier à trois points sur le buzzer de David Desy. Charleroi rencontre une deuxième fois Anvers en finale et confirme sa suprématie en l'emportant trois manches à une, remportant son quatrième titre consécutif de champion de Belgique. 
En coupe Saporta, Charleroi écrit la belle page européenne de cette saison 1998-1999 : deuxième de son groupe, en compagnie de KK Bosna Sarajevo, Hapoël Jérusalem, Tofaş Bursa, Lietuvos rytas et Kormend, Charleroi doit affronter en seizième les anciens champions d'Europe du CSP Limoges. On donne peu de chances aux Carolos, minés par des blessures qui les obligent à affronter les Français avec seulement six joueurs valides. Le pronostic est confirmé lors du match aller à Charleroi, à l'issue duquel les Spirous s'inclinent d'un point face à l'équipe de Frédéric Weis. Toujours avec six joueurs, mais soutenu par plus de 300 supporteurs, Charleroi va aller créer l'exploit en France, en battant Limoges de sept points, accédant ainsi aux huitièmes de finale.
Le tour suivant voit les Spirous se faire éliminer par le Benetton Trévise, après deux matchs très serrés. C'est d'ailleurs l'équipe italienne qui remporte cette édition de la coupe Saporta.

### Une période creuse: 1999-2002
La saison 1999-2000 est moins brillante pour Charleroi. Les Spirous s'inclinent en demi-finale des play-offs face à Ostende ; la chute est rude pour le club carolo qui restait sur sept finales d'affilée. 
Le parcours européen n'est pas brillant non plus : Charleroi se qualifie de nouveau pour les seizièmes de la coupe Saporta en finissant troisième d'un groupe composé de Varna, AEK Athènes, Saratov, Espoo et du Hapoël Jérusalem, mais termine sa saison sur une élimination face au Pamesa Valence. 
Le début du millénaire ne réussit décidément pas à Charleroi, la saison 2000-2001 étant assez terne également : une défaite en finale de la Coupe de Belgique contre Ostende, et une défaite en finale des play-offs toujours face à Ostende trois à zéro. 
Au niveau européen, Charleroi retrouve l'Euroligue pour la deuxième fois. Versé dans un groupe relevé, en compagnie de l'AEK Athènes, de TAU Vitoria, du Virtus Bologne, du Cibona Zagreb et de Saint-Pétersbourg, Charleroi accroche deux victoires (contre le Cibona et Saint-Pétersbourg). 
Si la saison 2001-2002 est du même tonneau, Charleroi parvient tout de même à s'imposer en finale de la Coupe de Belgique face à Wevelgem, remportant ainsi sa troisième coupe. Charleroi revient en finale des play-off, mais Ostende est encore une fois trop fort et s'impose trois à deux dans ce qui reste comme une des finales les plus disputées. 
Après la réforme des coupes d'Europe, Charleroi a l'occasion de participer à sa troisième Euroligue en passant deux tours préliminaires. 
Les Spirous éliminent facilement les Portugais de Lisbonne, avant de sortir le Hapoël Jérusalem. Ils sont versés dans un groupe constitué de Malaga, du Benetton Trévise, du Maccabi Tel-Aviv, de l'Olympiakos Le Pirée, de l'Efes Pilsen Istanbul, de l'Alba Berlin et du Slask Wroclaw. Charleroi vient à bout de Wroclaw, Berlin et de l'Efes Pilsen.
Cette année est aussi celle de l'annonce de la construction d'une nouvelle salle pour la saison 2002-2003 : le Spiroudôme. Le projet est audacieux, unique en Belgique et fait figure d'exemple en Europe. 
La capacité de la salle est de 7500 places, avec deux restaurants, 9 bars, 2000 places de parking, plus de 20 magasins, etc.

### Retour du succès: 2002-2004
L'année 2002-2003 marque un tournant dans l'histoire des Spirous : le club s'installe au Spiroudôme et se sépare de son entraîneur, Giovanni Bozzi. Après plus de dix ans à la tête des Spirous, celui-ci cède le témoin à Savo Vucević, qui vient d'achever une très belle saison avec Cholet. 
Cette même année, Charleroi va tout détruire sur son passage en Belgique, remportant la coupe et un cinquième titre. L'apport des nouveaux joueurs Marcus Faison, André Riddick ou Roel Moors s'avère décisif. Charleroi signe une saison quasi parfaite, ne s'inclinant qu'une fois, toutes compétitions belges confondues (39 victoires en 40 matchs). Le titre est remporté trois à zéro face à un autre club wallon, Verviers-Pepinster et la coupe est remportée en finale face au Spirou Gilly, le club satellite de Charleroi.
Sur la scène européenne, Charleroi participe à la première édition de l'ULEB Cup. 
À l'issue de la phase de groupes, Charleroi finit deuxième, dans un groupe composé de Cholet, Lleida, Varese, Amsterdam et KK Zadar. En huitième de finale, Charleroi est arrêté par la Joventut Badalona, après avoir remporté le match aller.
Sur leur lancée de la saison précédente, Charleroi remporte son sixième titre de champion de Belgique face à Liège (3-2). Avec seulement quatre défaites lors de la saison régulière, on pense que Charleroi va remporter facilement ces play-offs. Mais la lutte est acharnée, aussi bien en demi-finale face à Anvers qu'en finale contre Liège. Les Liégeois créent même l'exploit en étant la première équipe à vaincre Charleroi sur son parquet. Charleroi reprend l'avantage lors de la manche suivante pour finalement s'imposer sur le fil. 
Le parcours européen est marqué par le pugilat de Varese, où après une faute de l'Italien Meneghin sur Riddick, Damir Krupalija va défendre son coéquipier. Il en résulte une bagarre générale, les arbitres excluant trois joueurs italiens et six joueurs carolos. La partie se termine dans la confusion la plus totale, le jeune Belge Serge Poppe terminant la partie seul, face aux cinq joueurs de Varese. Charleroi se qualifie pourtant pour les huitièmes contre l'Estudiantes Madrid, mais, décimée par la suspension de nombreux joueurs, l'équipe ne parvient pas à éliminer son adversaire espagnol (malgré une victoire 84-91 à Madrid). 
Cette année est aussi la première des quatre qui verront Charleroi accueillir au Spiroudôme la finale de l'ULEB Cup.
Lors de la finale de cette Coupe ULEB qui oppose le Real Madrid au Hapoël Jérusalem, le meilleur joueur du Hapoël, Tunji Awojobi, séduit les dirigeants carolos. Celui-ci est recruté pour la saison suivante pour aider Charleroi à gravir un échelon supplémentaire sur le plan européen.

### Nouveaux échecs: 2004-2007
Awojobi déçoit, et le club s'en sépare à la fin de son parcours en Coupe ULEB (troisième participation d'affilée), après être toutefois parvenu en quarts de finale. Charleroi s'est extrait facilement de la phase de groupes, composée de Gravelines, de l'Alba Berlin, de Debrecen, du PAOK Salonique et du Buducnost Podgorica. En huitième, Charleroi élimine le Lukoil Akamedik Sofia et termine son parcours en quart, éliminé par Valence.
Sur le plan belge, Charleroi connaît une saison assez atypique :  une nouvelle fois en tête à la fin de la saison régulière, les Sambriens se retrouvent opposés à la surprise de la saison, Bree. L'équipe anversoise étonne à nouveau en battant Charleroi 3 manches à 1. Le club carolo s'incline aussi en finale de la Coupe de Belgique face au modeste club de Louvain.
En 2005-2006, Charleroi veut retrouver ses lauriers, et confirmer sa belle saison européenne. L'équipe mise en place devrait en être capable. Il s'agit de la plus mauvaise saison des Spirous depuis leur accession à la première division. Finaliste de la Coupe de Belgique face à Mons, Charleroi réalise une saison désastreuse avec une cinquième place qui les prive de play-off pour la première fois depuis 1992, soit en quatorze participations consécutives.
En Coupe ULEB, Charleroi se qualifie une nouvelle fois pour les huitièmes de finale, sortant d'un groupe composé d'Alicante, de l'UNICS Kazan, du KK Železnik, du Beşiktaş et de Queluz, mais est éliminé en huitième de finale par le Dynamo Moscou.
L'arrivée au poste d'entraîneur d'Eddy Casteels doit aider les Spirous à réaliser leur objectif. Premiers à l'issue de la saison régulière, les Spirous sont balayés dès le stade des demi-finales des play-offs en deux manches sèches par Bree.
En coupe d'Europe, Charleroi participe à la FIBA Cup. Après un premier tour aisé (se qualifiant dans un groupe composé du Dynamo région de Moscou, du Barons Riga et de Khimik Youjne), Charleroi tombe lors du deuxième tour (avec Panionios, Türk Telekomspor et le Lokomotiv Rostov).

### Depuis 2007
Charleroi commence plutôt mal la saison 2007-2008 et végète dans le top 3 sans vraiment impressionner. Les Spirous perdent la plupart de leurs matchs importants, et le club décide de se défaire de Casteels. Quelques jours plus tard, les dirigeants annoncent la signature pour deux ans de Drazen Anzulovic, entraîneur croate ayant officié au Cibona Zagreb et à Perm. Le déclic est immédiat, et Charleroi s'impose à Ostende lors de la première rencontre d'Anzulovic. Le club engage également deux autres joueurs pour renforcer l'équipe en vue des play-offs: Jerry Johnson et surtout Matt Walsh. Walsh va vite devenir le clutch player dont Charleroi avait besoin. Sous la houlette d'Anzulovic, Charleroi ne perd plus une seule partie, remportant son septième titre de champion de Belgique de manière un peu inattendue face au leader de la saison régulière, Bree. La finale est exceptionnelle, notamment lors de la troisième manche disputée à Bree, alors que Charleroi mène deux à zéro : les Carolos, sous pression, inscrivent seulement deux points lors du deuxième quart temps. Bree ne jouant pas beaucoup mieux, le suspens est à son comble. C'est Matt Walsh qui, par plusieurs tirs à 3 points venus d'ailleurs, offre la victoire au Spirou.
De retour en Coupe ULEB, Charleroi connaît une saison mitigée, et est pour la première fois éliminé dès le premier tour (dans un groupe composé de Hemofarm Vršac, CSU Asesoft Ploieşti, Hanzevast Capitals, CB Girona et du Galatasaray).
Fort de son titre de champion, Charleroi repart avec beaucoup d'ambition et le statut de favori pour la saison 2008-2009. 
Matt Walsh, que l'on pensait en partance, reste finalement au club. L'équipe domine le championnat et réalise un quatrième doublé, remportant la finale de la coupe face à Liège, et les play-offs face à Mons, trois à zéro. 
En Coupe ULEB, Charleroi se montre assez performant, terminant premier de son groupe devant l'Étoile Rouge de Belgrade, Turów Zgorzelec et Bamberg. Au deuxième tour, Charleroi finit troisième derrière Bilbao, le Lietuvos Rytas et devant les Artland Dragons. Les Spirous auraient pu se qualifier, mais leur défaite à domicile contre Bilbao s'avère fatale. Ils ont néanmoins battu Rytas, futur vainqueur de la coupe. 
La saison est aussi marquée par des tensions entre l'entraîneur Anzulovic et les dirigeants. À la fin de la saison, celui-ci est libéré de son contrat, ce qui permet à Charleroi de ré-engager Giovanni Bozzi, de retour après son départ du club sept ans auparavant.
Le titre de champion donne également la possibilité à Charleroi de participer au tour préliminaire de l'Euroligue. Lors du premier tour, Charleroi affronte le club français d'Orléans, qui bien que vierge de tout passé européen, élimine le club belge et franchit ce tour.
La suite de la saison est mitigée, avec notamment le plus mauvais parcours du club sur la scène européenne depuis bien longtemps, finissant bon dernier de son groupe en EuroCoupe avec six défaites en autant de matchs. En championnat, après un début difficile, le club carolo va se reprendre en atteignant la finale de la Coupe de Belgique (défaite contre Ostende) et en terminant la saison en boulet de canon, pour échouer à la deuxième place du classement de la saison régulière, derrière Liège.
Durant les play off, Charleroi va montrer un tout autre visage, en partie grâce à l'apport de deux nouvelles recrues : Brent Wright et Courtney Sims. En demi-finale, les Spirous éliminent leur ennemi de toujours, Ostende, deux manches à zéro. La finale, contre Liège, s'annonce compliquée. En effet, les Liégeois, invaincus à domicile, ont l'avantage du terrain.
Pourtant, lors du premier match, c'est Charleroi qui crée la surprise en s'imposant à l'extérieur 73-76, endossant le statut de favori  avant d'aborder le Game 2 à Charleroi. Ce deuxième match, défensif, se termine par une victoire (57-60) des Liégeois au Spiroudôme, qui reprennent aux Carolos l'avantage du terrain.
Le troisième match se déroule du côté du Country Hall de Liège et les Carolos l'emportent à nouveau à l'extérieur (63-71). Charleroi mène 2-1 et peut être sacré champion à domicile à l'issue du quatrième match. Les joueurs ne laissent pas passer l'occasion et réalisent le match parfait pour infliger une correction à Liège 74-49. 
Le Spirou peut fêter son neuvième titre et un nouveau ticket pour les tours de qualification de l'Euroligue.
En 2010-2011, Demond Mallet arrive aux commandes et c'est de suite l'exploit européen avec une qualification pour l'Euroligue arrachée à Berlin, terre promise. Les Carolos avaient éliminé auparavant Nymburk et Kazan. En poule, ils seront ensuite éliminés mais ils se sont payé le scalp du Real dans un match mémorable, terminé sur la marque de 67-49. En championnat, les Carolos domineront la saison avec une 1re place finale au bout du championnat régulier et une finale remportée 3-0 face à l'Okapi Aalstar. Mallet, sous contrat, est ensuite libéré quelques mois pour rejoindre le Maccabi. La saison 2011-2012 est donc plus compliquée même si le Géorgien Tornike Shengelia (avant de partir pour la NBA) affiche tout son talent. Néanmoins avec Mallet de retour pour les playoffs, le titre échappe de très peu, un petit point lors de la belle d'une finale de playoffs tout simplement splendide, avec des retournements de situation et un grand spectacle. Et en Euroligue, les Carolos s'étaient de nouveau qualifiés, à la maison cette fois, en gagnant les trois tours de qualification successivement face à Nymburk, Berlin (blessure de Broyles) et Donetsk. En poule, ils avaient aussi remporté deux rencontres,contre l'Efes et le Partizan.
Tout cela avant que Belgacom Spirou ne vive une des plus tristes saisons de toute son histoire en 2012-2013: aucun succès en EuroCoupe, élimination en 8e de finale de la Coupe à Houthalen (D2) et aucun succès en playoffs, battus 0-2 en demi-finale par Mons-Hainaut.

## Sponsors et appellations
- 1989-1990 : Spirou Monceau
- 1990-2011 : Spirou Charleroi
- 2011-2014 : Belgacom Spirou
- 2014-2018 : Proximus Spirou
- 2018- : Spirou Basket Charleroi

## Bilan sportif

### Palmarès
| Compétitions nationales | Compétitions internationales |
| - Championnat de Belgique : - Vainqueur (10) : 1996, 1997, 1998, 1999, 2003, 2004, 2008, 2009, 2010, 2011. - Finaliste (7) : 1993, 1994, 1995, 2001, 2002, 2005, 2012. - Coupe de Belgique : - Vainqueur (5) : 1996, 1999, 2002, 2003, 2009. - Finaliste (5) : 1997, 2001, 2005, 2006, 2010, 2020, 2024. - Supercoupe de Belgique : - Vainqueur (6) : 1998, 1999, 2001, 2002, 2008, 2010. - Finaliste (5) : 1999, 2003, 2004, 2009, 2011. | - Néant.                     |

### Bilan saison par saison
Le tableau ci-dessous résume le parcours du club lors des saisons récentes:
| Saison           | Championnat national | Championnat national | Championnat national | Championnat national | Championnat national | Championnat national | Championnat national | Championnat national | Championnat national | Coupe de Belgique | Supercoupe de Belgique | Compétitions européennes | Compétitions européennes           | Compétitions européennes        |
| Saison           | Niveau               | Division             | Classement           | Pts                  | MJ                   | V                    | D                    | %V                   | Playoffs             | Coupe de Belgique | Supercoupe de Belgique | Niveau                   | Compétition                        | Résultat                        |
| ---------------- | -------------------- | -------------------- | -------------------- | -------------------- | -------------------- | -------------------- | -------------------- | -------------------- | -------------------- | ----------------- | ---------------------- | ------------------------ | ---------------------------------- | ------------------------------- |
| Spirou Charleroi |                      |                      |                      |                      |                      |                      |                      |                      |                      |                   |                        |                          |                                    |                                 |
| 2013-2014        | 1                    | Division 1           | 3e/10                | 60                   | 36                   | 24                   | 12                   | .667                 | 1/4 de finale        | 1/2 finale        | -                      | 2                        | EuroCoupe                          | Saison régulière                |
| 2014-2015        | 1                    | Division 1           | 5e/11                | 46                   | 30                   | 16                   | 14                   | .533                 | 1/2 finale           | 1/4 de finale     | -                      | 2                        | EuroCoupe                          | Saison régulière                |
| 2015-2016        | 1                    | Division 1           | 2e/11                | 46                   | 28                   | 18                   | 10                   | .643                 | 1/4 de finale        | 1/4 de finale     | -                      | 2                        | EuroCoupe                          | Saison régulière                |
| 2016-2017        | 1                    | Division 1           | 5e/10                | 54                   | 36                   | 18                   | 18                   | .500                 | 1/2 finale           | 1/4 de finale     | -                      | 3 4                      | Ligue des champions Coupe d'Europe | Saison régulière 1/8e de finale |
| 2017-2018        | 1                    | Division 1           | 3e/10                | 61                   | 36                   | 25                   | 11                   | .694                 | 1/2 finale           | 1/2 finale        | -                      | 4                        | Coupe d'Europe                     | Saison régulière                |
| 2018-2019        | 1                    | Division 1           | 3e/10                |                      | 36                   | 24                   | 12                   | .667                 | 1/4 de finale        |                   | -                      | 3 4                      | Ligue des champions Coupe d'Europe | 3e tour prél. Premier tour      |
| 2019-2020        |                      |                      |                      |                      |                      |                      |                      |                      |                      | Finaliste         |                        |                          |                                    |                                 |
| 2020-2021        | 1                    | Division 1           |                      |                      |                      |                      |                      |                      | 1/4 de finale        |                   |                        |                          |                                    |                                 |

### Bilan européen
| Niveau | Coupes                              | Participation | Première participation | Dernière participation | Meilleure perf.  | J  | G  | N | P  | Pm | Pc | Diff |
| ------ | ----------------------------------- | ------------- | ---------------------- | ---------------------- | ---------------- | -- | -- | - | -- | -- | -- | ---- |
| 1      | EuroLigue (depuis 1958)             | 6             | 1996-1997              | 2011-2012              | Saison régulière |    |    |   |    |    |    |      |
| 2      | Eurocoupe/Coupe Saporta (1967-2002) | 3             | 1997-1998              | 1999-2000              | 1/8e de finale   |    |    |   |    |    |    |      |
| 2      | EuroCoupe (depuis 2002)             | 11            | 2002-2003              | 2015-2016              | 1/4 de finale    |    |    |   |    |    |    |      |
| 3      | Coupe Korać (1972-2002)             | 4             | 1992-1993              | 1995-1996              | 1/16e de finale  | 22 | 10 | 1 | 11 |    |    |      |
| 3      | Ligue des champions (depuis 2016)   | 1             | 2016-2017              | 2016-2017              | Saison régulière | 14 | 6  | 0 | 8  |    |    |      |
| 4      | Coupe d'Europe (depuis 2015)        | 2             | 2016-2017              | 2017-2018              | 1/8e de finale   | 10 | 6  | 0 | 4  |    |    |      |
|        | Total                               |               |                        |                        |                  |    |    |   |    |    |    |      |

## Personnalités historiques du club

### Entraîneurs successifs
| Rang | Nom              | Période   |
| ---- | ---------------- | --------- |
| 1    | André Smets      | 1989-1991 |
| 2    | Giovanni Bozzi   | 1991-2002 |
| 3    | Savo Vučević     | 2002-2005 |
| 4    | David Desy       | 2005-2006 |
| 5    | Eddy Casteels    | 2006-2007 |
| 6    | Drazen Anzulovic | 2007-2009 |
| 7    | Giovanni Bozzi   | 2009-2014 |

| Rang | Nom               | Période             |
| ---- | ----------------- | ------------------- |
| 8    | Jacques Stas      | 2014-2016           |
| 9    | Fulvio Bastianini | 2016-2017           |
| 10   | Brian Lynch       | 2017-2018           |
| 11   | Niksa Bavcevic    | 2018-2019           |
| 12   | Pascal Angillis   | 2019-2020           |
| 13   | Sam Rotsaert      | 2019-2020 (Intérim) |
| 14   | Sam Rotsaert      | 2020-2023           |

### Personnalités emblématiques du club pour des raisons extra-sportives
- Senna Hounhanou : ancien joueur du club connu pour avoir participé à des émissions de télé-réalité françaises, dont Secret Story et les Anges de la télé-réalité.

## Structures du club

### Salles
Les Spirou Charleroi ont déjà évolué dans plusieurs salles, chaque changement correspondant à un nouveau palier franchi par le club.
Voici un bref descriptif des différentes salles ayant accueilli les Spirou Charleroi :
| Salle      | Durée       | Capacité     | Lieu                                 | Photo                                                |
| ---------- | ----------- | ------------ | ------------------------------------ | ---------------------------------------------------- |
| Ballens    | 1976-1990   | 1 500 places | Monceau-sur-Sambre, ancien matricule |                                                      |
| La Garenne | 1990-1996   | 2 500 places | Charleroi                            |                                                      |
| La Coupole | 1996-2002   | 3 800 places | Charleroi                            | Coupole de Charleroi                                 |
| Dôme       | Depuis 2002 | 6 400 places | Charleroi                            | Spiroudôme ou palais des sports du Pays de Charleroi |

### Club des supporters
L'Esprit Spirou a été fondé à l'aube de la saison 2004-2005 afin de retrouver une belle ambiance lors des matchs.
Le club des supporters est parrainé par Alex Libert et compte dès sa première année plus de 120 membres.
L'Esprit Spirou publie régulièrement un Mag’ distribué gratuitement dans les travées du Dôme, organise des after-matchs, des déplacements, etc.